# Jacquou le Croquant (film)
Pour les articles homonymes, voir Jacquou le Croquant (homonymie).
Pour plus de détails, voir Fiche technique et Distribution.
Jacquou le Croquant est un film français réalisé par Laurent Boutonnat, sorti en France le 17 janvier 2007,. C'est une adaptation du roman éponyme d’Eugène Le Roy publié en 1899, inspiré de faits réels s’étant déroulés lors des révoltes dans le sud-ouest de la France au début du XIXe siècle.

## Synopsis
L’histoire commence en 1815 dans le Périgord sur les communes de Fanlac et Rouffignac-Saint-Cernin. Jacquou est un garçon de neuf ans qui vit heureux entouré de ses parents dans une petite chaumière. Son père, un ancien colonel de cavalerie promu par Napoléon lors de la bataille de Waterloo, devient un métayer exploité par le comte de Nansac qui réside au château de l'Herm.
Régulièrement harcelé par les hommes du comte, son père tue l'un d'eux en protégeant sa femme. Son passé militaire est découvert à cause d'une lettre signée par Napoléon. Traqué comme bonapartiste (Terreur blanche), il est arrêté avec deux anciens hussards de son régiment et est condamné pour meurtre. Déporté au bagne, il est "assassiné" pour avoir tenté de s’évader.
Folle de chagrin, la mère de Jacquou amène son fils devant le château du comte et lui fait promettre de venger son père. Elle meurt de fièvre peu après.
Orphelin, misérable et mendiant, Jacquou est recueilli et éduqué par le curé Bonal, du petit village de Fanlac. Un jour, il sauve la dernière fille du comte de Nansac, la Galiote, sous les yeux de Lina, son amie d'enfance.
À l'âge adulte, il devient un jeune homme déterminé et séduisant qui saura transformer son désir de vengeance en un combat contre l’injustice dont sa famille a été victime et se venger du cynique comte de Nansac. Ce dernier le fait capturer et tente de l'assassiner en le jetant dans les souterrains du château mais il parvient in extrémis à s'en échapper.
Il fomente la révolte des paysans opprimés qui attaquent le château du comte aux cris de "Jacquou" et le brûlent. S'ensuit un combat entre Jacquou et le comte, perdu par ce dernier, qui est cependant laissé vivant, tandis que Jacquou parvient à sauver la Galiote des flammes.
Arrêté pour tentative de meurtre envers un royaliste et destruction des biens. Jacquou est sauvé par le témoignage de la Galiote en sa faveur et est acquitté. Le comte finira ruiné et sa fille décide de quitter la région.

## Fiche technique
- Titre français : Jacquou le Croquant
- Titre anglais : Jacquou the Rebel
- Titre grec : Orkos gia ekdikisi
- Réalisation : Laurent Boutonnat
- Scénario : Franck Moisnard et Laurent Boutonnat d'après le roman éponyme d’Eugène Le Roy
- Chef décorateur : Christian Marti
- Créateur de costumes : Jean-Daniel Vuillermoz
- Maquilleur : Didier Lavergne
- Directeur de la photographie : Oliver Cocaul
- Monteur : Stan Collet
- Musique : Laurent Boutonnat
- Chanson thème : Devant soi écrite et interprétée par Mylène Farmer
- Production : Laurent Boutonnat, Romain Le Grand et Dominique Boutonnat
- Distribution France : Pathé
- Budget : 20 300 000 euros[1],[3]
- Pays de production :  France
- Genre : aventures, drame épique
- Dates de sortie : France et Belgique : 17 janvier 2007
- Sortie DVD location : 26 septembre 2007
- Sortie DVD commerce : 10 octobre 2007

## Distribution
- Gaspard Ulliel : Jacquou à 20 ans
- Léo Legrand : Jacquou à 9 ans
- Judith Davis : Lina adulte
- Clémence Gautier : Lina enfant
- Albert Dupontel : le père de Jacquou
- Marie-Josée Croze : la mère de Jacquou
- Jocelyn Quivrin : le comte de Nansac
- Olivier Gourmet : le curé Bonal
- Bojana Panić : La Galiote adulte (Galienne de Nansac)
- Raisa Mihailescu : La Galiote enfant
- Sissi Duparc :  La Bertille
- Malik Zidi : Le Touffu à 21 ans
- Vincent Valladon : Le Touffu à 10 ans
- Gérald Thomassin : Le Bigleux à 25 ans
- Elliott Valence : Le Bigleux à 10 ans
- Jérôme Kircher : l'avocat
- Pierre Aussedat : le procureur
- Renan Carteaux : le baron Vallière
- Jeff Esperansa : Mario
- Théodore Isorni : le jésuite
- Dora Doll : Fantille
- Tchéky Karyo : le chevalier
- Claude Berri : un villageois

## Autour du film
- L'essentiel du film a été tourné en Roumanie (à Hunedoara, au château de Hunedoara, à Bucarest et dans sa banlieue aux Studios Mediapro Pictures). Certaines scènes du film ont été tournées aux studios SETS de Stains[4] ainsi que dans le département de la Dordogne.
- À l'origine, le film était conçu comme un diptyque : Boutonnat souhaitait tourner deux films indépendants ayant chacun un début et une fin propres, le premier consacré à l'enfance de Jacquou et le second à l'âge adulte. Mais Pathé, qui ne voulait pas prendre le risque de sortir un film en deux volets, imposa un seul long métrage de 2 h 30 maximum. Cependant Boutonnat tourna toutes les scènes et restreignit le film lors du montage[5].

## Bande originale
L'album official de la bande originale du film composée par Laurent Boutonnat, est mis en vente par Polydor et est sorti le 8 janvier 2007. L'album inclut aussi la chanson inédite Devant soi, interprétée par Mylène Farmer. La version deluxe avec 25 bonus tracks est sortie le 26 juin 2020.

## Accueil

### Accueil critique
En France, le site AlloCiné recense une moyenne des critiques presse de 2,7/5, à partir de l'interprétation de 22 titres de presse.

### Box-office
Lors de sa première semaine d'exploitation en France, le film retrouve la première place du box-office avec 378 651 entrées dans 576 salles. Le film cumule 936 512 entrées au box-office français, et 6 700 780 millions de dollars de recettes dans le monde.
| Pays ou région | Box-office      | Date d'arrêt du box-office | Nombre de semaines |
| -------------- | --------------- | -------------------------- | ------------------ |
| France         | 936 512 entrées | -                          | -                  |
| Total mondial  | 6 700 780 $     | -                          | -                  |

## Distinctions

### Nominations
- César 2008, nominations pour :
  - le césar des meilleurs costumes pour Jean-Daniel Vuillermoz[11]
  - le césar des meilleurs décors pour Christian Marti[11]